# ليونيد ديموف
ليونيد ديموف (بالرومانية: Leonid Dimov)‏ هو مترجم وشاعر روماني، ولد في 11 يناير 1926 في إيزمائيل في أوكرانيا، وتوفي في 5 ديسمبر 1987 في بوخارست في رومانيا بسبب قصور القلب.

## وصلات خارجية
- ليونيد ديموف على موقع ديسكوغز (الإنجليزية)